# Gaëtan Kondzot
Gaëtan Kondzot (né en 1967 au Congo Brazzaville) est un acteur et un metteur en scène franco-congolais.

## Biographie
Gaëtan Kondzot-Otsomba s'est formé notamment auprès de Gilles Sampieri, fondateur du Théâtre de l'Échangeur et directeur ensuite, du Théâtre du Colombier, ainsi qu'à Lyon, auprès de Michel Pruner au Théâtre des Trente et Angelo Aybar au Théâtre du Forum.
Il s'est aussi formé à la danse avec la compagnie Relyance à Lyon. Il a également travaillé sur le masque et le clown avec Luis-Jaime Cortez.
Sa notoriété est devenue nationale depuis qu'il a joué dans la saison 1 de la série TV Un flic diffusée sur France 2. « Avec Gaëtan, nous avons réfléchi entre chaque scène aux attitudes que son personnage devait adopter, car ce n'est pas un héros classique. Schneider est un flic doté d'une forte soif de justice. L'enjeu était de construire un personnage aux allures d'un héros de Melville. Gaëtan a alors dû refouler ses sentiments face aux situations du scénario pour interpréter avec justesse son rôle. Il a assuré une véritable composition. Son magnétisme éclate à l'écran », confie le metteur en scène Frédéric Tellier.
À l'âge de 40 ans, il décide de partir s'installer à Londres pour remonter sur les planches

## Filmographie
- 2007 - 2008 : Un flic, série TV diffusée sur France 2, réalisée par Frédéric Tellier, dans le rôle principal du commissaire Scheider[2]. (saison 1)
- 2007 : Opération Turquoise, Rwanda au cœur des ténèbres, film TV Canal+ de Alain Tasma, sur le thème de  l'engagement des militaires français au Rwanda en 1994.
- 2009 : Les Fugitives, court métrage de Guillaume Leiter, dans le rôle de Hermann avec Valérie Massadian, Élisabeth Perlié, etc.
- 2009 : Je ne suis pas raciste, mais… de la série de 10 courts métrages contre le racisme Vivre Ensemble, réalisé par Axelle Laffont, avec Alexandra London, Julie-Marie Bronn, Laurent Bertrand et Sonia Mankaï [3].

Et aussi :
- Amnesia, moyen-métrage réalisé par Brice-Pascal Renault
- * 1997 : Tout va mal, court-métrage réalisé par Laurent Bouhnik
- Abstinence, court-métrage, réalisé par Pierre Reysat
- Un sale quart d’heure, court-métrage réalisé par Gustavo Kortsaz

## Théâtre

### Comédien
- 1999 Le Retour au désert de Bernard-Marie Koltès, mise en scène : Thierry de Peretti
- 2008 Quelques mots pour dire d'où je viens de Guillaume Hasson, en tant que musicien. Théâtre Gérard Philipe de Frouard
- 2011 Dans la solitude des champs de coton de Bernard-Marie Koltès, mise en scène : Pascal Tagnati

et aussi dans :
- Woyzeck de G. Buchner, mise en scène : François Orsoni
- Melody Paradise de Martin Millar mise en scène : Marianne Groves
- Henry VI de Shakespeare mise en scène : Serge Lipszyk
- Ulysse ex promotion de Gilles Sampiéri mise en scène : Gilles Sampiéri
- Sallinger de Koltès mise en scène : Gilles Sampiéri
- Preparadise sorry now de Fassbinder mise en scène : Gilles Sampieri
- Richard II de Shakespeare mise en scène : Zakariya Gouram
- Romeo et Juliette de Shakespeare mise en scène : Eric Andrieu
- Dommage qu’elle soit une putain de John Ford mise en scène : Eric Andrieu
- Les cris de la nuit de Bisikisi mise en scène : Tala Momar N’diaye

### Mise en scène
- 2000 Lettres aux acteurs de Valère Novarina (Rencontres Théâtrales de Haute-Corse)
- 2001 Dommage qu’elle soit une putain de John Ford (Rencontres Théâtrales de Haute-Corse)
- 2003 Une passion entre ciel et terre de Christiane Singer d'après les lettres d'héloise à abelard (Studio de l 'Ermitage
- 2003 Othello de Shakespeare. Théâtre de la Bastille avec Edouard Montoute, Benoît Bellal, Hubert Audet, Benjamin Baroche, Zakariya Gouram, Laurence Haziza, Christel Willemez, Aurélie Bancilhon, Stephan Kalb, Eric-Roger Peuvrel[4].

## Distinctions
- 1997 Talents Cannes ADAMI